# Lucas 10

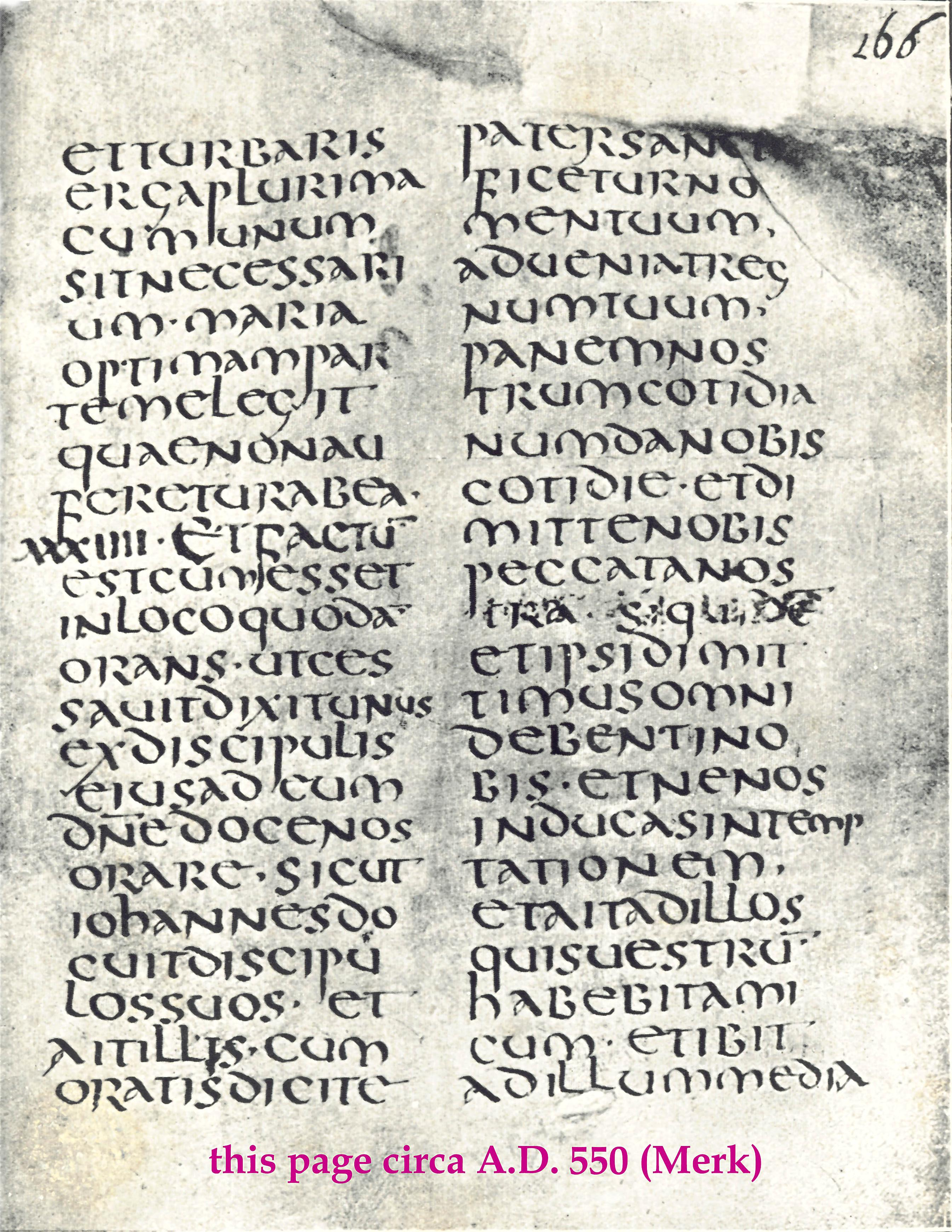
El texto latino de Lucas 10:41-11:5 en el Codex Claromontanus V, del siglo IV o V.

Lucas 10 es el décimo capítulo del Evangelio de Lucas del Nuevo Testamento de la Biblia cristiana. Registra el envío de setenta discípulos por parte de Jesús, la famosa parábola sobre el buen samaritano, y su visita a la casa de María y Marta.No se nombra al autor de este Evangelio, que también escribió los Hechos de los Apóstoles, pero la tradición cristiana primitiva lo identifica uniformemente como Lucas Evangelista.

## Texto
.

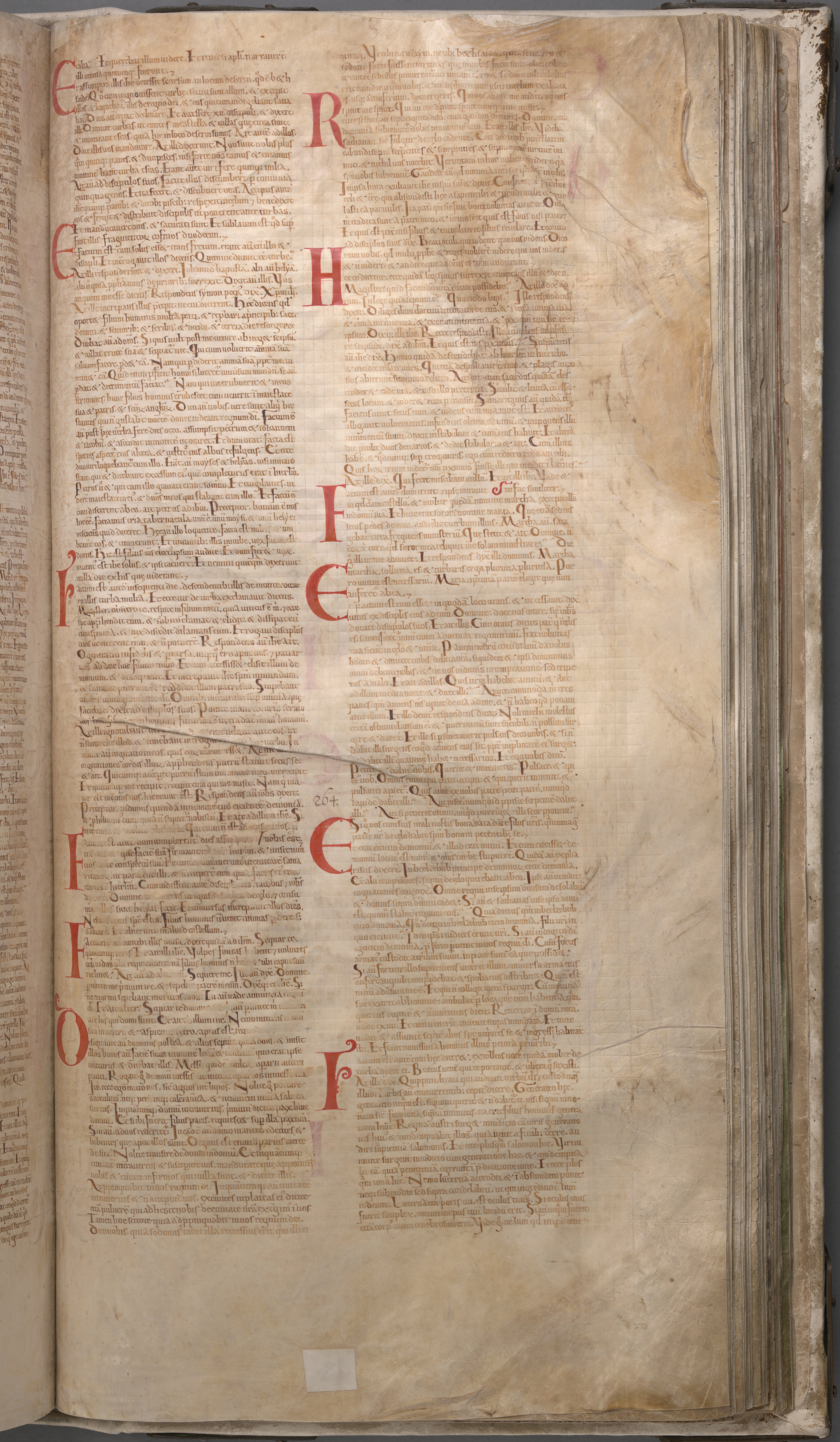
El texto latino de Lucas 9:9-11:35 en el Codex Gigas

El texto original estaba escrito en griego koiné. Este capítulo está dividido en 42 Versículos.

### Testigos textuales
Algunos manuscritos antiguos que contienen el texto de este capítulo son:
- Papiro 75 (escrito hacia 175-225 d. C.)
- Papiro 45 (c. 250)
- Codex Vaticanus (325-350)
- Codex Sinaiticus (330-360)
- Codex Bezae (c. 400)
- Codex Washingtonianus (c. 400)
- Codex Alexandrinus (400-440)
- Codex Ephraemi Rescriptus (c. 450)
- Papyrus 3 (siglos VI-VII; existen los Versículos 38-42).[3]

## Texto bíblico

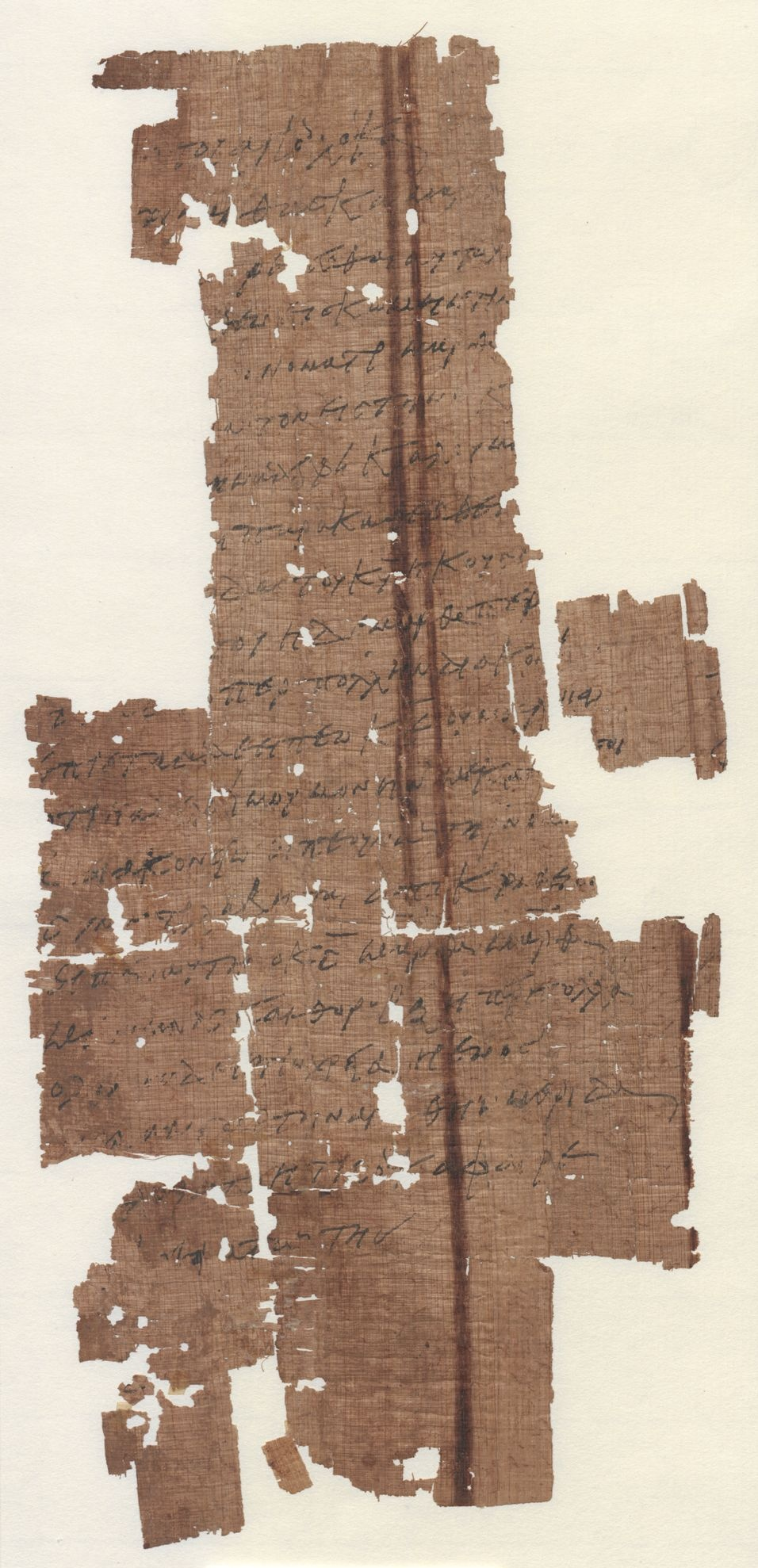
Lucas 10:38-42 en Papiro 3 (/)

## El Gran Mandamiento y la Parábola del buen samaritano (10:25-37)

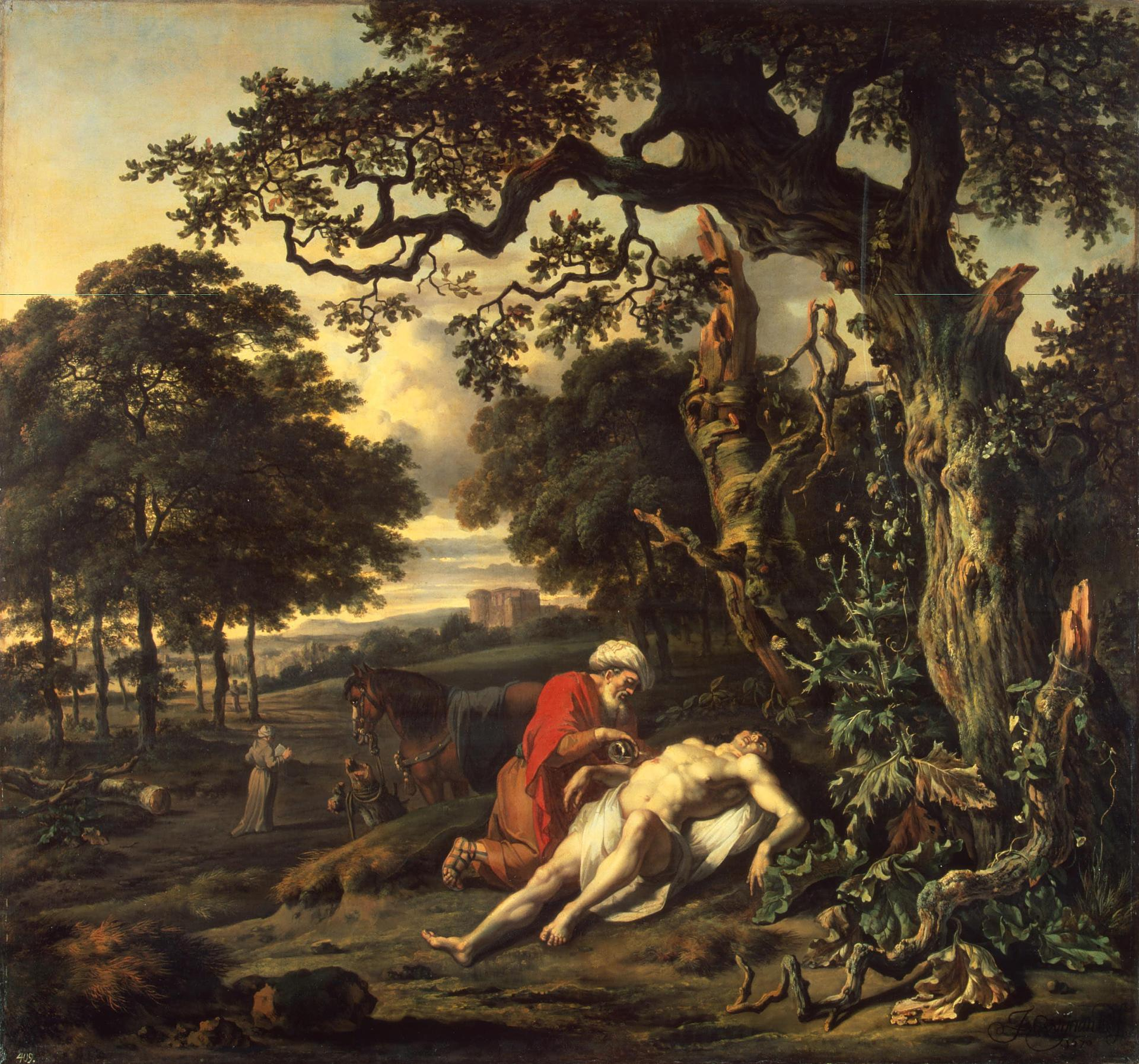
La Parábola del buen samaritano de Jan Wijnants (1670) muestra al Buen samaritano atendiendo al hombre herido